# Ischnochiton quoyanus
Ischnochiton quoyanus är en blötdjursart som beskrevs av Thiele 1910. Ischnochiton quoyanus ingår i släktet Ischnochiton och familjen Ischnochitonidae. Inga underarter finns listade i Catalogue of Life.